# Trappisták

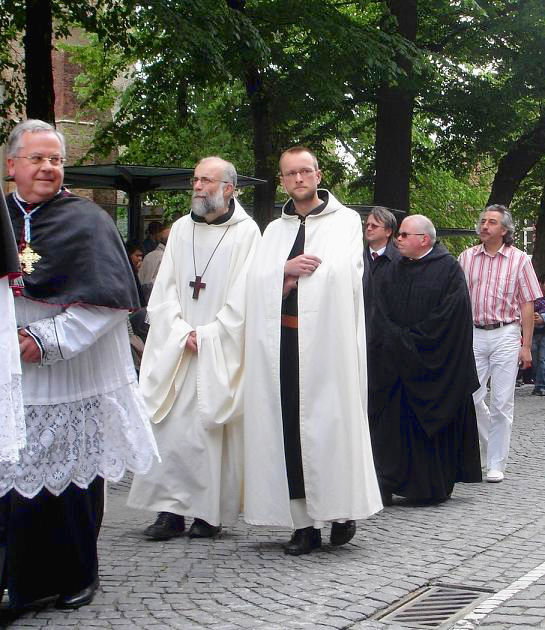
Trappista szerzetesek

A trappisták a római katolikus egyházhoz tartozó, a ciszterciek eredeti, szigorú szabályait követő szerzetesrend tagjai. A rend hivatalos latin neve: Ordo Cisterciensium Strictioris Observantiae (O.C.S.O.) vagy Ordo Cisterciensium Reformatorum (O.C.R.). A trappista elnevezés a monostor völgyébe vezető szűk bejárati csapóajtóról (’La trappe’) származik.

## Történetük
A rend alapítója Armand Jean le Bouthillier de Rancé (1626–1700) Normandiában, Mortagne közelében élő ciszterci apát volt, aki monostorában, a Notre-Dame de la Trappe apátságban 1662-ben reformokat vezetett be, visszatérve az eredeti citeaux-i szigorhoz. A szigorításokat (ünnepélyes kórusimák, szigorú hallgatás, kemény aszkézis, kétkezi munka) a Szentszék 1678-ban engedélyezte. A reformokat követő 40 év alatt a monostor szerzeteseinek létszáma 10 főről 300-ra növekedett.
A francia forradalom elől menekülve 1791-ben többek között Svájcban, Katalóniában (Poblatban), Münsterben, Kanadában fogadták be őket. 1798-ban azonban a franciák a svájci telepítést szétverték, ezért a menekülő szerzetesek Konstanzban, Augsburgban, Münchenben és az Orosz Birodalomban, illetve onnan Nagy Britanniában telepedtek le. 1817-ben térhettek csak vissza a la-trappe-i törzsházukba, amelyet Napóleon bukása után visszavásároltak. A rend virágzásnak indult, és több helyen új rendházak keletkeztek. Az 1830-as júliusi forradalom békében hagyta őket, de 1880-ban 1450 trappistát kiutasítottak Franciaországból.
A trappisták 1892-ben váltak ki végleg a ciszterci rendből és alakultak önállóvá.

## Életmódjuk
A  reformált életmódjuk miatt a legszigorúbb szerzetesrendnek tartják. Aszkézis, imádság, önmegtagadás, fizikai munka és csend jellemzi a napjaikat. Húsmentes böjti fegyelmet tartanak. A szerzetesek egyszemélyes cellákban élik az életük nagy részét, rendkívül egyszerű körülmények között. Festetlen, fehér, lenvászonból készült hosszú, széles ujjú habitust viselnek, amit csuklya és egy vállruha (skapuláré) egészít ki.
A fizikai munka hagyományos ágai a mezőgazdaság és az élelmiszer-feldolgozás – olyannyira, hogy a rendről sajtot és sört is elneveztek.
- A trappista sajtot a Mayenne közelében álló Notre-Dame de Port-du Salut kolostor szerzetesei készítették először. Magyarországon ma ez a legkedveltebb sajttípus.
- A hagyományos, felső erjesztésű sörök közé tartozó trappista söröket tekintik az apátsági sörök elitjének. Ezt a nevet az egész világon csak hét trappista kolostorban főzött sör viselheti. Ezek közül hat főzde Belgiumban:
  - Bières de Chimay,
  - Brasserie d'Orval
  - Brasserie de Rochefort
  - Brouwerij Westmalle
  - Brouwerij Westvleteren
  - Brouwerij de Achelse Kluis

egy pedig Hollandiában, a Tilburg melletti Berkel-Enschotban álló Koningshoeven apátságban üzemel.

## Szervezetük
A rendnek összesen 102 kolostora van. A legtöbb trappista kolostor Franciaországban, az USA-ban, Spanyolországban, Írországban és Belgiumban áll, de van például Hongkongban, Indiában, Angolában, Mexikóban és Új-Zélandon is.
Magyarországhoz legközelebb Banja Luka vidékén (Samostan Marija-Zvijezda) és Ausztriában működik trappista kolostor; Csehországban 2001-ben alapítottak egyet.
A rend székhelye Rómában van. Vezetői:
- Abbas Generalis
- Daniele Levrard (1939) tisztelendő nővér.